# Индрская лютеранская церковь
Индрская евангелическо-лютеранская церковь — здание церкви в селе Индра (Краславский край, Латвия).
Построена из красного кирпича в 1935—1940 годах по проекту архитектора Артура Галиндома.

## История
Строительство здания лютеранской церкви в Индре было завершено в 1940 году, но из-за присоединения Латвии к СССР оно не было освящено и никогда не использовалось для религиозных нужд.
В Латвийской ССР здание служило спортивным залом, позже использовалось для банкетов.
В 1990-е годы местное самоуправление предложило лютеранской епархии перенять здание, однако она отказалась, и здание было зарегистрировано как муниципальная собственность. Жители Индры начали постепенно его ремонтировать своими силами.
Краславская краевая дума в 2013 году поддержала финансированием замену крыши церковного здания, планируя устроить в нем центр ремёсел.. Летом 2016 года в рамках конкурса проектов «Население формирует свою среду-2016» молодежное общество Индры «Стоянка запрещена» создало у здания зеленые насаждения.

## Музей счастья
В 2016 году сотрудники дома культуры Индры Анжела Kузминска и Илона Kaнгизер придумали, как использовать церковное здание: создать в нём Музей счастья. Ближайший подобный музей в Европе расположен в Лондоне. По данным опросов, в Краславском крае живут самые счастливые люди в Латвии, которые могли бы поделиться своими рецептами счастья с другими.
Элементы экспозиции Музея счастья изготовили по проекту художника Раймонда Виндулиса, который известен как основатель Галереи современного искусства в городе Ливаны. Он также подарил музею белый рояль.
«Музей предназначен не совсем для того, чтобы что-то посмотреть, но больше чтобы заниматься и работать самому, чтобы ощущение счастья рождалось в работе», — считает руководитель музея Илона Kaнгизер. В подтверждение она приводит научный факт, что гормоны счастья — эндорфины — образуются в организме человека, когда он тяжело работает, как обезболивающее для мышц.
В 2017 году проект «Приспособление здания музея счастья к нуждам рекреационного объекта в Индрской волости» получил поддержку во втором туре конкурса проектов Европейского сельскохозяйственного фонда развития села «LEADER».
Индрская лютеранская церковь и близлежащий Отчий парк образуют единый комплекс.
Музей счастья в Индре был открыт 21 июня 2018 года, а 4 августа 2018 года на церковную башню был поднят «флаг счастья».